# Кенчешаов, Артур Аминович

Артур Кенчеша́ов (род. 23 августа 1988 года, Черкесск, Карачаево-Черкесская автономная область) — российский черкесский поэт, автор песен, телеведущий, сценарист и режиссёр. Член Союза писателей РФ и член Союза журналистов РФ.

## Ранние годы
Артур Кенчешаов родился 23 августа 1988 года в городе Черкесск Карачаево-Черкесской республики. Отец: Кенчешаов Амин Алиевич, спортсмен. Мать: Кенчешаова Фатима Алиевна, учитель английского языка. Окончил среднюю школу № 16 города Черкесска, затем обучался на Экономическом факультете Ставропольского государственного университета по специальности «Финансы и кредит» (2005—2010 гг.) Проработав несколько лет по специальности в различных компаниях, Артур решил вернуться в творчество.

## Поэзия
Стихи начал писать с десятилетнего возраста на русском и черкесском языках. В возрасте 15 лет впервые был опубликован в местной газете «День республики», и его произведения читатели встретили благожелательно. Впоследствии, стихи молодого автора начали часто появляться в периодических изданиях не только Карачаево-Черкесии, но и других регионов Северного Кавказа и России, в том числе, и в «Литературной газете». Особую известность в адыгской среде ему принёс любительский документальный фильм «История Черкесии в стихах», премьера которого состоялась в 2010 году на площадке Youtube. В том же году вышел в свет первый сборник стихов «Шёпот предков», в котором были отражены как лирические, философские произведения, так и гражданская лирика, затрагивающая историю России, Кавказа и черкесского народа. С 2011 года неоднократно принимал участие в Совещаниях молодых писателей Северного Кавказа, организованных Фондом социально-экономических инициатив и программ РФ. В 2018 году стал лауреатом Премии Главы Карачаево-Черкесии в области литературы и искусств. В том же году вышел второй сборник стихов «Перо и кинжал». С 2020 года член Союза писателей РФ.

## Музыка и песни
Стартовым моментом в этом направлении стал выход в 2010 году песни «Гимн черкесов» в исполнении Магамета Дзыбова, ставшей настоящим патриотическим хитом. С этого началось многолетнее сотрудничество с артистами кавказской эстрады, среди которых: Азамат Биштов, Анжелика Начесова, Мурат Тхагалегов, Ислам Итляшев, Султан Лагучев, Айдамир Мугу, Артур Халатов, Лема Нальгиева и многие другие. За эти годы вышло в свет более 300 композиций, многие из которых стали популярными и любимыми слушателями.

## Телевидение и кино
В 2014 году Артур Кенчешаов прошёл кастинг и стал телеведущим на только что открывшемся спутниковом круглосуточном телеканале «Архыз 24». За годы работы на телевидении он стал автором и ведущим множества телепроектов разной тематики. Среди них: поэтическая программа «Стих и Я», политическое реалити-шоу «Молодёжный Совет», развлекательные «Пойдём в кино», «Шоу Город». Кроме того, являлся автором и режиссёром документальных фильмов «160 дней», «Дороги мира и войны», посвящённых теме Великой Отечественной войны, и короткометражного фильма «Мундир». В 2022 году вышел трейлер нового документально-игрового мистического фильма «Алмасты: снежный человек». С 2017 года- член Союза журналистов РФ. Помимо телеканала «Архыз 24», Артур Кенчешаов активно принимает участие в проектах компании Petrucho studio, как автор сценария многих известных музыкальных клипов, один из авторов и ведущих юмористического шоу «Остановка НеБритания», сценарист и продюсер предстоящего масштабного исторического фильма «Герои Черкесии». В 2023 году состоялась премьера документально- игрового фильма «Алмасты: снежный человек», в котором Артур Кенчешаов выступил в качестве автора сценария и режиссёра.